# Artsper
Artsper est une plateforme numérique permettant d’acheter de l’art en ligne. Par son fonctionnement, Artsper met en relation les galeries et les collectionneurs ou amateurs d’art afin de faciliter la découverte et l’acquisition d’œuvres d’art contemporain sur Internet. La plateforme est gérée par la société Mumart.

## Historique
Artsper a été créé en 2012 par Hugo Mulliez après que ce dernier ait effectué son stage de fin d’études comme analyste dans le fonds d’investissement General Atlantic. Le nom « Artsper » est un hommage au peintre américain Jasper Johns.
Il est rapidement rejoint par un camarade de l’EDHEC, François-Xavier Trancart. En mars 2013, le site est mis en ligne. Artsper est alors partenaire de 25 galeries réunissant 250 œuvres.
En 2014, Sébastien Tétard rejoint l’équipe. Il devient le premier employé de la startup, au poste de directeur technique.
En 2018, le site connaît un trafic de plus de 400 000 visiteurs uniques par mois.
En 2020, l’entreprise compte 30 salariés, plus de 1 500 galeries partenaires, 10 000 artistes et 130 000 œuvres. Parmi les artistes représentés, Artsper compte par exemple Banksy, Helmut Newton, Picasso, Dalí ou Jeff Koons, mais aussi des artistes émergents, notamment des jeunes talents issus de la scène street art. Grâce à cette variété des profils représentés, la plateforme présente des œuvres à prix variés.

## Produits et modèle économique
La plateforme se compose de deux supports principaux :
- Une marketplace numérique permettant aux visiteurs d’accéder aux œuvres, galeries et artistes représentés afin de se renseigner ou d’acheter de l’art.
- Un backoffice accessible aux galeries d'art qui peuvent y gérer leur profil sur Artsper, notamment en y ajoutant des artistes et œuvres. Les galeries peuvent souscrire un abonnement et reversent une commission de 10 à 20 % sur les ventes[4].

Artsper possède également ses propres moyens de médiation culturelle. Le principal, le Magazine Artsper, propose à ses lecteurs divers articles et interviews en lien avec l’actualité artistique.

## Levées de fonds
Depuis le début de son activité, Artsper a levé près de 4,5 millions d’euros auprès de nombreux investisseurs privés et institutionnels,. Parmi ces investisseurs, l’entreprise compte notamment Guillaume Ceruti, PDG de Christie’s et Frédéric Jousset, propriétaire de Beaux Arts magazine dont Artsper est partenaire.